# موبي غيمز
موبي غيمز (بالإنجليزية: MobyGames)‏ هو موقع إلكتروني أمريكي تأسس عام 1999، ويحتوى الموقع على قاعدة بيانات كبيرة عن ألعاب الفيديو، حيث وصلت المقالات الرئيسية في الموقع الإلكتروني نحو 62 ألف مقالة حتى الآن.

## جوائز
حصل موقع موبي غيمز على أفضل الموسوعات الترفيهية من قبل جائزة الأكاديمية الدولية للعلوم والفنون الرقمية بتاريخ 11 أبريل 2006.

## أبرز المواضيع في موقع موبي غيمز
- بلاي ستيشن
- بلاي ستيشن 2
- بلاي ستيشن 3
- بلاي ستيشن بورتبل
- سوبر نينتندو إنترتينمنت سيستم
- أتاري 2600
- نينتندو إنترتينمنت سيستم
- نينتندو غيم كيوب
- نينتندو دي أس
- نينتندو 64
- نينتندو 3دي أس
- وي
- سيجا إيه إم 3
- سيجا ماستر سيستم
- ميجا درايف

## وصلات خارجية
- الموقع الرسمي